# Kerstin Thorborg
Kerstin Thorborg (Mora, 19 maggio 1896 – Hedemora, 12 aprile 1970) è stata un contralto e mezzosoprano svedese.

## Biografia
Debuttò nel 1923 all'Opera reale svedese di Stoccolma come Lola in Cavalleria rusticana, seguita l'anno successivo da Ortrud in Lohengrin e da Amneris in Aida.
Nel 1931 venne notata da Bruno Walter, che la scritturò per l'Opera  di Berlino e divenne il suo mentore. Lasciata Berlino in seguito all'avvento del nazismo, nel 1935 esordì alla Staatsoper di Vienna, apparendovi regolarmente fino al 38, quando, dopo l'annessione nazista, emigrò negli Stati Uniti. Negli States continuò una brillante carriera presso il Metropolitan Opera, dove fu presente per dodici stagioni fino al 1950, cantando sotto la direzione di grandi direttori come Arturo Toscanini, Wilhelm Furtwängler, George Szell e, di nuovo, Bruno Walter. Dopo il ritiro dalle scene fece ritorno nella natia Svezia.
Il repertorio per il quale è maggiormente famosa è quello wagneriano, di cui interpretò molteplici ruoli, fra i quali Venus, Kundry, Fricka, Waltraute e soprattutto Brangania. Eseguì anche, come già accennato, opere di Verdi (Aida, Il trovatore, Un ballo in maschera) e inoltre  Sansone e Dalila, Il cavaliere della rosa (Ottaviano), Salomè  (Erodiade).
Oltre che per le doti vocali, si distinse per quelle di recitazione e per la bella figura scenica.

## Repertorio
| Ruolo        | Titolo                          | Autore      |
| ------------ | ------------------------------- | ----------- |
| Orfeo        | Orfeo ed Euridice               | Gluck       |
| Lola         | Cavalleria rusticana            | Mascagni    |
| Marina       | Boris Godunov                   | Musorgskij  |
| Eudossia     | La fiamma                       | Respighi    |
| Dalila       | Sansone e Dalila                | Saint-Saëns |
| Erodiade     | Salomè                          | Strauss     |
| Clitennestra | Elettra                         | Strauss     |
| Ottaviano    | Il cavaliere della rosa         | Strauss     |
| Driade       | Arianna a Nasso                 | Strauss     |
| Azucena      | Il trovatore                    | Verdi       |
| Ulrica       | Un ballo in maschera            | Verdi       |
| Amneris      | Aida                            | Verdi       |
| Venere       | Tannhäuser                      | Wagner      |
| Ortrud       | Lohengrin                       | Wagner      |
| Fricka       | La Valchiria                    | Wagner      |
| Brangania    | Tristano e Isotta               | Wagner      |
| Magdalena    | I maestri cantori di Norimberga | Wagner      |
| Erda         | Sigfrido                        | Wagner      |
| Waltraute    | Il crepuscolo degli dei         | Wagner      |
| Kundry       | Parsifal                        | Wagner      |
| Eglantine    | Euryanthe                       | Weber       |

## Discografia
- I maestri cantori di Norimberga (Magdalena), con Hans Nermann Nissen, Henk Noort, Maria Reining,, Hermann Wiedemann, Herbert Alsen, Anton Dermota, dir. Arturo Toscanini - dal vivo Salisburgo 1937 ed. Eklipse/Grammofono 2000
- Aida (selez., in tedesco), con Mária Németh, Todor Mazaroff, Alexander Sved, dir. Bruno Walter - dal vivo Vienna 1937 ed. Kock-Schwann
- Messa di requiem (Verdi), con Zinka Milanov, Helge Rosvaenge, Nicola Moscona, dir. Arturo Toscanini - dal vivo Londra 1938 ed. Testament
- Lohengrin, con Lauritz Melchior, Elisabeth Rethberg, Julius Huehn, Emanuel List, dir. Erich Leinsdorf - dal vivo Met 1940 ed. Walhall/Arkadia/Guild
- Tristano e Isotta, con Kirsten Flagstad, Lauritz Melchior, Emanuel List, dir. Erich Leinsdorf - dal vivo Met 1940 ed. Music and Arts/Guild
- Tannhäuser, con Lauritz Melchior, Kirsten Flagstad, Herbert Janssen, Emanuel List, dir. Erich Leinsdorf - dal vivo Met 1941 ed. Walhall/Arkadia
- Boris Godunov (Marina), con Ezio Pinza, Armand Tokatyan, Nicola Moscona, Salvatore Baccaloni, Leonard Warren, dir. George Szell - dal vivo Met 1943 ed. Lyric Distribution
- Un ballo in maschera, con Jan Peerce, Zinka Milanov, Leonard Warren, dir. Bruno Walter - dal vivo Met 1944 ed. BWS/Arkadia/Cantus Classics
- La valchiria, con Lauritz Melchior, Alexander Kipnis, Rose Bampton, Helen Traubel, Herbert Janssen, dir. George Szell - dal vivo Met 1944 ed. Myto